# PGC 16571
PGC 16571 est une galaxie spirale située dans la constellation de l'Éridan à environ 1,2 milliard d'années-lumière de la Voie lactée.

## Groupe compact de Hickson 31
Le groupe compact de Hickson HCG 31 comprend cette galaxie, mais elle ne fait pas réellement partie du groupe, car c'est une galaxie très lointaine. Pour plus d'informations sur HCG 31, voir l'article NGC 1741.

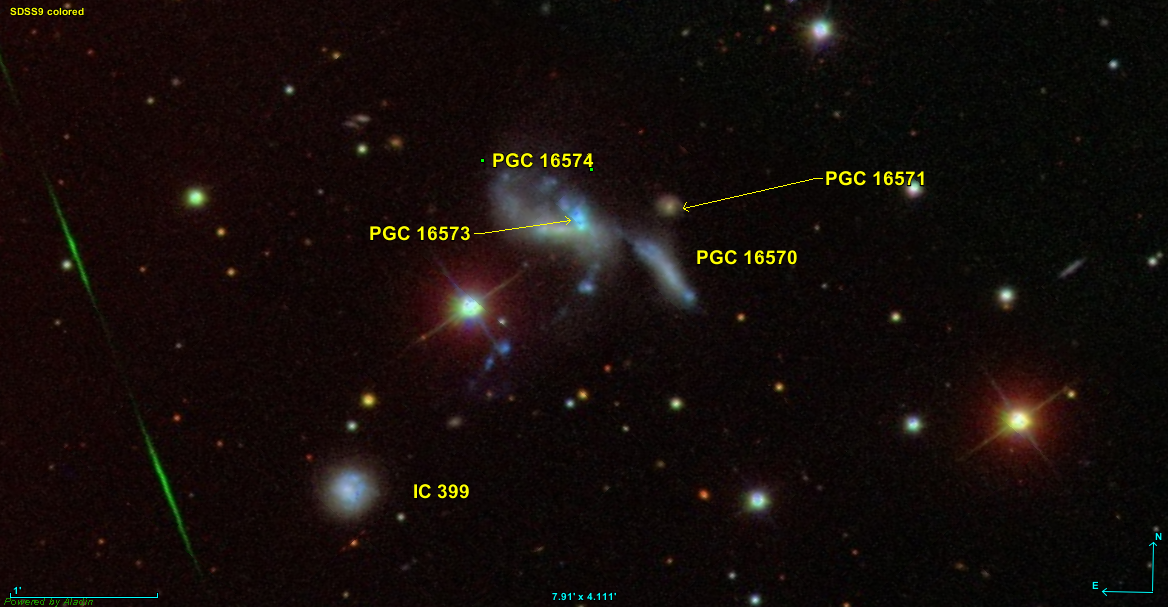
Cinq des sept galaxies du groupe compact de Hickson 31

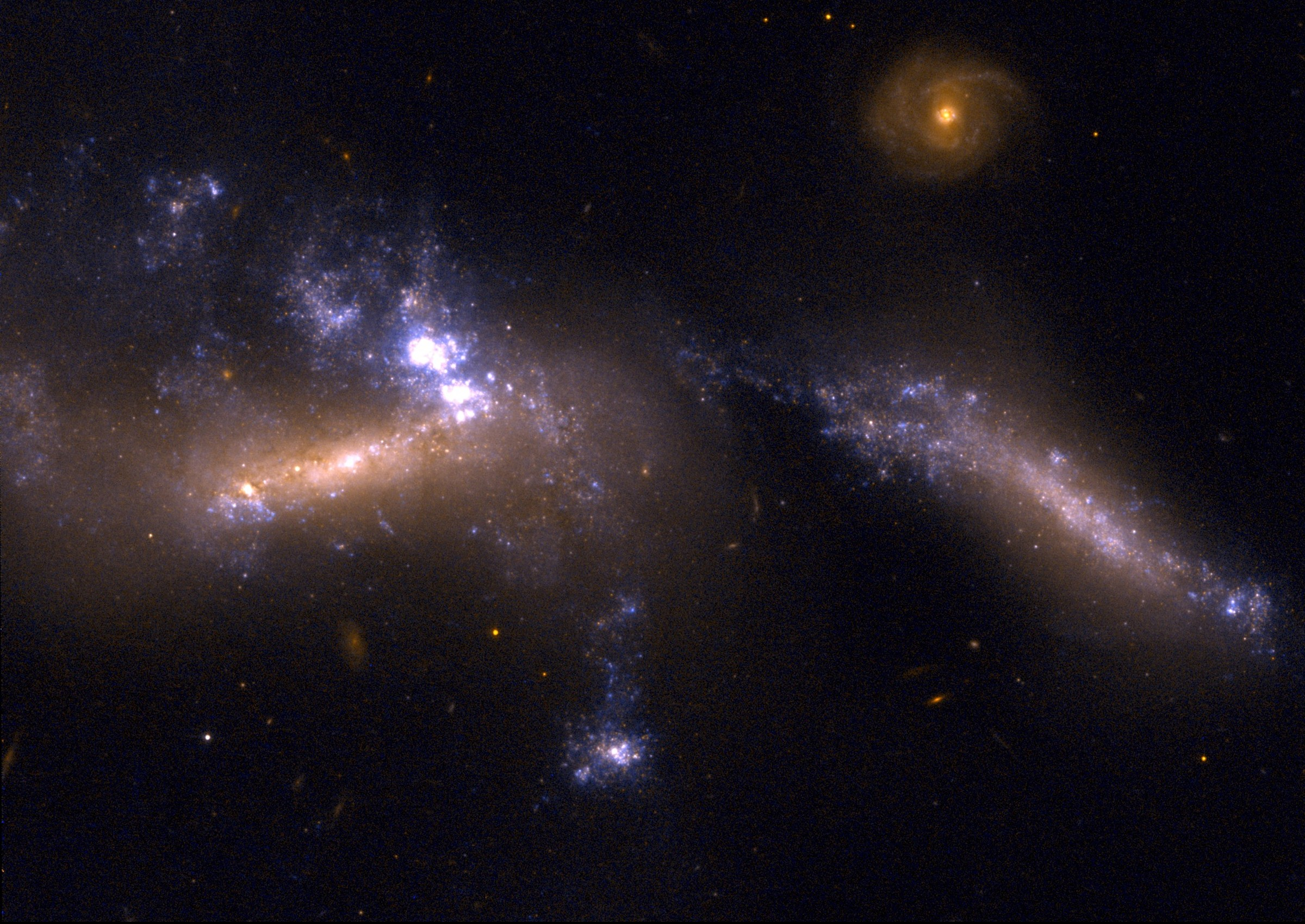
HCG 31 par le télescope spatial Hubble.